# Venatrix penola
Venatrix penola là một loài nhện trong họ Lycosidae.
Loài này thuộc chi Venatrix. Venatrix penola được Volker W. Framenau & Cor J. Vink miêu tả năm 2001.